# Георгієвська сільська рада (Локтівський район)
Гео́ргієвська сільська рада (рос. Георгиевский сельский совет) — сільське поселення у складі Локтівського району Алтайського краю Росії.
Адміністративний центр та єдиний населений пункт — село Георгієвка.

## Населення
Населення — 494 особи (2019; 636 в 2010, 746 у 2002).